# Cérémonie d'ouverture des Jeux paralympiques d'hiver de 2018
La cérémonie d'ouverture des Jeux paralympiques d'hiver de 2018 a eu lieu le 9 mars 2018,, à 20 heures (heure locale UTC+9).